# Afrogryllacris bartschi
Afrogryllacris bartschi är en insektsart som först beskrevs av Griffini 1911.  Afrogryllacris bartschi ingår i släktet Afrogryllacris och familjen Gryllacrididae. Inga underarter finns listade i Catalogue of Life.